# Дёглинги
Дёглинги — легендарная скандинавская династия конунгов, правившая в Хрингарики в эпоху раннего Средневековья. Согласно «Кругу земному», на женщинах из этой династии были женаты два конунга-Инглинга.

## В средневековых источниках
Автор Hversu Noregr byggðist называет родоначальником Дёглингов одного из сыновей легендарного конунга Хальвдана Старого — Дага, который вместе со своими братьями Скельвиром и Браги «хозяйничал на земле».

Даг женился на Торе Матери Юношей, и было у них девять сыновей. Первого звали Оли, второго — Ам, третьего — Ёвур, четвертого — Арнгрим. Оли был отцом Дага, отца Олейва, отца Хринга, отца Олава, отца Хельги, отца Сигурда Оленя, отца Рагнхильд, матери Харальда Прекрасноволосого. Этот род Харальда был назван Дёглинги. Арнгрим взял в жены Эйвуру. Их сыном был Ангантюр Берсерк.
— Как заселялась Норвегия, II..
В «Песни о Хюндле» Дёглинги упоминаются в рассказе о родословной Оттара:
Даг в жены взял Тору,

героев родившую;

то были воины

лучшие в мире:

Фрадмар и Гюрд

и оба Фреки,

Ёсурмар, Ам

и с ними Альв Старый...
«Сага об Инглингах» сообщает, что матерью конунга Альва из этой династии «была Дагейд, дочь конунга Дага Могучего, от которого пошёл род Дёглингов». «Сага о Хальвдане Чёрном» называет матерью Харальда Прекрасноволосого Рагнхильд, дочь Сигурда Оленя, принадлежавшего к тому же роду и правившего в Хрингарики. Брат Рагнхильд Гутхорм, которого сага называет герцогом, после гибели зятя «правил всеми делами» за своего племянника и возглавлял его войско. Позже он был наместником конунга в Вике и Упплёнде и воспитывал старшего из сыновей Харальда, которому дал своё имя.
Последними в династии стали дети Гутхорма. «Сага об Эгиле» называет их имена — Сигурд, Рагнар, Рагнхильд и Аслауг. Сыновья стали жертвами конфликта между Харальдом Прекрасноволосым и одним из региональных вождей Торольвом. Брат и отец последнего, Квелльдульв и Лысый Грим, желая отомстить за его гибель, захватили корабль, который вёз сыновей Гутхорма к конунгу, их двоюродному брату. «Сыновья Гутхорма… прыгнули за борт и утонули. Одному из них было двенадцать лет, а другому десять. Оба они были красивые мальчики». О судьбе дочерей герцога сага ничего не сообщает.

## Другое значение
Согласно «Младшей Эдде», слово «дёглинг» — один из поэтических эпитетов, применявшихся «для величания знатных людей».  Исследователи полагают, что Даг был выдуман средневековыми авторами, чтобы объяснить название династии.